# Lydina immista
Lydina immista là một loài ruồi trong họ Tachinidae.